# アフェクション (競走馬)
アフェクション（Affection、1914年 - 1934年）は、フランスで生産されたサラブレッドの競走馬・繁殖牝馬。アメリカ合衆国の牧場で繋養され、顕著な繁殖成績によって後世に残る牝系を形成した。

## 概要
アメリカの事業家であるスティーブン・サンフォードがフランスで生産した牝馬である。スティーブン没後にその財産を継いだジョン・サンフォードによって所有され、2歳の時に競走馬としてデビューしたが、2戦して未勝利のまま引退している。
その後、繁殖牝馬としてジョン・エドワード・マッデンに所有され、のちの1927年頃にマーシャル・フィールド3世に売却された。競馬評論家エレン・パーカーの著した『Reine-de-Course』によれば、アフェクションは8頭の産駒を出しており、そのうち7頭が競走馬になり、6頭が勝ち上がっている。産駒の中には繁殖牝馬として成功したもの、子孫に活躍馬が出たものが多数おり、その牝系が広がっている。

## 産駒一覧
一覧の出典：
エモーション（Emotion）
1919年生の牝馬。父フライアーロック。競走馬としては1922年のテストステークスに優勝している。繁殖牝馬として、1928年の最優秀2歳牡馬になったハイストラング（High Strung）を出している。
サンフォード（Sanford）
1922年生の騸馬。父サーマーティン。ステークス競走勝ち馬。
フラットアイアン（Flat Iron）
1923年生の騸馬。父フライアーロック。4歳・5歳時にステークス競走で4勝を挙げた。
エロイーズ（Heloise）
1925年生の牝馬。父フライアーロック。競走馬としては14戦1勝の成績であった。繁殖牝馬として産んだ14頭すべてが競走馬となり、うち13頭が勝ち上がり、6頭がステークス競走で勝ち鞍を上げた。代表産駒にフューチュリティステークスなどに勝って1935年の最優秀2歳牡馬に選出されたティンテイジェル（Tintagel）、1938年にメイトロンステークスやスピナウェイステークスに勝ったディナーデート（Dinner Date）などがいる。3代先の子孫に1970年のエイコーンステークス優勝馬ロイヤルシグナル（Royal Signal）などがいる。
エスカッチオン（Escutcheon）
1927年生の牝馬。父サーギャラハッド。同馬以降はフィールド3世による生産馬。競走成績27戦5勝、獲得賞金は19,840ドルで、1930年のアラバマステークスに優勝している。繁殖牝馬としては16頭の産駒を出し、うち15頭が競走馬に、14頭が勝ち上がりを決めている。代表産駒に1937年のケンタッキーオークス優勝馬マーズシールド（Mars Shield）などがいる。アフェクションの仔の中でも牝系子孫の広がりがもっとも大きく、その子孫にはベルモントステークス優勝馬クレームフレーシュ（Creme Fraiche）、日本の牝馬三冠馬アパパネなどがいる。
ブアタイ（Boutai）
エスカッチオンの産駒で、1942年生の牝馬。父スティーミュラス。馬名はチンギス・カンの第一夫人ボルテに由来している。競走成績12戦2勝で、2歳時にピムリコナーサリーでステークス勝ちを収めている。エスカッチオンの産駒のなかでも繁殖牝馬としての影響がもっとも大きい馬で、ブアタイ自身は13頭を生み、そのすべてが競走馬となり、うち12頭が勝ち上がっている。代表産駒にアーリントンラッシーステークス勝ち馬のデルタ（Delta 1952年生、牝馬、父ナスルーラ）、コーチングクラブアメリカンオークス優勝馬のレヴィー（Levee 1953年生、牝馬、父ヒルプリンス）、1957年の最優秀3歳牝馬に選ばれたバイユー（Bayou 1954年生、牝馬、父ヒルプリンス）などがいる。上述の3頭は繁殖牝馬としても優れ、またその子孫にジョッキークラブゴールドカップ勝ち馬のスルーオゴールド、イギリスのKJ6&QES優勝馬ナサニエルなどが名前を連ねている。
ハグアゲイン（Hug Again）
1931年生の牝馬。父スティーミュラス。競走成績37戦10勝、獲得賞金7,850ドル。繁殖牝馬として出した産駒9頭がみな競走馬となり、6頭が勝ち上がり、3頭がステークスで優勝している。代表産駒は1941年のアーリントンフューチュリティに優勝したサンアゲイン（Sun Again）で、種牡馬として後にダマスカスまで繋がるテディ系のサイアーラインを延長させた。
プロクシマイトリー（Proximity）
1934年生の牝馬。父スティーミュラス。3代先に1965年のロイヤルポリアンナハンデキャップ優勝馬のダークキング（Dark King）などがいる。

## 牝系図
牝系図の主要な部分（G1競走優勝馬、日本の重賞馬）は以下の通り。*は日本に輸入された馬。
牝系図の出典：
- Toxophilite Mare 1861 - F-No.9-f始祖
  - Black Star 1880
    - The Appl 1886
      - One I Love 1893
        - Affection 1914 ---←(改行)

---↓アフェクション牝系
- Affection 1914
  - Heloise 1925
    - Belle Heloise 1945 
      - Queensvale 1957
        - Grow Light 1968
          - Grow Silent 1975
            - Dusty Donna 1985
              - Abbey's Phone 1993
                - Abbey's Missy 2001
                  - Caleb's Posse 2008 牡（BCダートマイル、キングスビショップS）

  - Escutcheon 1927（アラバマS）
    - Ulalume 1933
      - Jersey Isle 1945
        - Jersey Jayne 1955 
          - Justin 1966
            - Caretita 1980
              - Steffi 1988
                - Gorylla 1997 牡（カルロスペレグリーニ大賞）

        - Milk Maid Lucy 1957
          - Easterborn 1964
            - Alvarada 1973
              - Piper Piper 1987
                - *ソルティビッド 2009
                  - アパパネ 2007（JRA牝馬三冠、ヴィクトリアマイル、阪神JF）
                    - アカイトリノムスメ 2018（秋華賞、クイーンカップ）

    - Strange Device 1938
      - Most Likely 1953
        - Likely Swap 1962
          - Likely Exchange 1974（デラウェアH）
            - Creme Fraiche 1982 騸（ベルモントSなどGI7勝）
            - Dream Deal 1986（モンマスオークス）
              - *フェアリードール 1991 ---→フェアリードール牝系へ
              - Clear Mandate 1992（スピンスターS、シュヴィーH、ジョン A.モリスH）
                - Strong Mandate 2011 牡（米ホープフルS）

              - Dream Scheme 1993
                - Perfect Timing 2000
                  - Perfect For You 2006
                    - Romantic Vision 2012（スピンスターS）

            - *ヘバ 1987
              - フィバリッシュ 2000
                - タガノレヴェントン 2006
                  - タガノトネール 2010 騸（サマーチャンピオン、武蔵野S）
                  - タガノエスプレッソ 2012 牡（デイリー杯2歳S、京都ハイジャンプなど重賞4勝）

              - ヘッドライナー 2004 騸（CBC賞）

    - Demolition 1940
      - Redeemed 1948
        - Dotty Jay Jay 1966
          - Gronas 1977
            - Darien Miss 1985
              - Fleet Renee 1998 牡（マザーグースS、アッシュランドS）

      - Demree 1950
        - Helio Deb 1957
          - Gold and Myrrh 1971（米メトロポリタンH、ガルフストリームパークH）

        - Smart Deb 1960
          - Honey Deb 1967
            - Cup Of Honey 1976
              - Sweet As Honey 1995
                - Borrego 2001 牡（ジョッキークラブゴールドC、パシフィッククラシックS）

        - Lovely Fable 1965
          - Ancient Fables 1973
            - Exclusive Fables 1979
              - Be Exclusive 1986
                - Vignette 1995
                  - Lucarno 2004 牡（英セントレジャー）

      - De Hostess 1955
        - By the Hand 1969
          - Buy the Firm 1986（トップフライトH）
            - *バイザキャット 1995
              - アユサン 2010（桜花賞）
                - ドルチェモア 2020 牡（朝日杯FS）

    - Bourtai 1942 ---→ ブアタイ牝系へ（改行）
    - Akron Gal 1943
      - Blue Norka 1949
        - Miss Swoon 1960
          - Dumtadumtadum 1972
            - Allegedum 1983
              - Dramatical 1989
                - Numerous Times 1997 牡（アットマイル）

        - Minie Ball 1965
          - Highly Favored 1976
            - Favored One 1992
              - Oneexcessivenite 2000
                - Lexie Lou 2011
                  - ダノンスコーピオン 2019 牡（NHKマイルC、アーリントンC）

  - Proximity 1934
    - Fleet Ship 1949
      - Rapid Song 1954
        - One Note 1959
          - Another Cat 1972 
            - Blue Eyed Cat 1984
              - Velvet Panther 1991
                - D'Wildcat Speed 2000
                  - Lady Aurelia 2014（モルニ賞、キングズスタンドS）

### ブアタイ牝系
- Bourtai 1942
  - Banta 1949
    - Golden Sari 1956
      - Silver Sari 1961
        - Manta 1966（サンタマルガリータHほか）
        - Big Spruce 1969 牡（サンルイレイS、ガヴァナーS）

      - Royal Folly 1966
        - Heartbreak 1981
          - Thirty Six Red 1987 牡（ウッドメモリアルS）
          - Corrazona 1990
            - Slow Down 1997
              - Slow Sand 2005
                - Northern Star 2010
                  - Starman 2017 牡（ジュライC）

        - Royal Revels 1991
          - *ロイヤルリフ 1996
            - ピエナアマゾン 2007
              - アクティブミノル 2012 牡（函館2歳S、セントウルS）

    - Poster Girl 1960
      - Talking Picture 1971
        - Easy To Copy 1981
          - Desert Ease 1994
            - Crazy Volume 2004
              - Gallante 2011 牡（パリ大賞典、シドニーC）

        - Trusted Partner 1985（愛1000ギニー）
          - Trust In Luck 1993 
            - Tiny Petal 2002
              - Vert De Grece 2012 牡（クリテリウム・アンテルナシオナル）

            - Small Sacrifice 2004
              - Thunder Moon 2018 牡（ヴィンセントオブライエンS）

          - Dress to Thrill 1999（メートリアークS）
          - Polished Gem 2003
            - Free Eagle 牡（プリンスオブウェールズS）
            - Search For A Song（愛セントレジャー）
            - Kyprios 2018 牡（アスコットゴールドCなどGI4勝）

  - Delta 1952 ---↓デルタ牝系
    - Shore 1964
      - Desolate Sands 1974
        - Lonely Beach 1985
          - Lonely Fact 1995
            - Solitary Life 2010
              - Abscond 2017（ナタルマS）

          - Boogie Beach Blues 1999
            - She'll Be Right 2006
              - Varda 2018（スターレットS）

      - Alligatrix 1980
        - Alidiva 1987
          - Taipan 1992 牡（オイロパ賞、ローマ賞）
          - Ali-Royal 1993 牡（サセックスS）
          - Sleepytime 1994（英1000ギニー）
          - Sometime 1996
            - It's Somewhat 2011 騸（ドンカスターH）

        - Itching 1989 
          - Stitching 1992
            - *ミスペンバリー 2002
              - パンサラッサ 2017 牡（ドバイターフ、サウジカップなど重賞4勝）

        - *クロコルージュ 1995 牡（イスパーン賞、リュパン賞）

    - Moss 1965
      - Polonia 1984（アベイ・ド・ロンシャン賞）

    - Basin 1972
      - Copperhead 1979
        - Silver Cobra 1986
          - Silversword 1993
            - Cavalryman 2006 牡（パリ大賞典）

      - Czaravina 1982
        - Her Destiny 1987
          - Zabest 1992
            - Zabeat 1999 騸（ウェリントンC）

      - Mia Karina 1983
        - Siberian Summer 1989 牡（チャールズ・H・ストラブS）
        - Magnificent Style 1993
          - *スタイルリスティック 1999
            - レッドアンシェル 2014 牡（CBC賞、北九州記念）

          - Playful Act 2002（フィリーズマイル）
          - Nathaniel 2008 牡（KGVI & QES、エクリプスS）
          - Great Heavens 2009（愛オークス）

      - L'Quiz 1987
        - Champagne 1994（マッキノンS、オーストラリアS）
        - Quiz Queen 1995
          - Imposingly 2002
            - Bonneval 2013（アンダーウッドS、豪オークス、新オークス）

        - St Reims 1999 牡（ザビールクラシック、ニュージーランドダービー）

  - Levee 1953（CCAオークスほか）
    - Nalee 1960
      - Meneval 1973 牡（愛セントレジャー）
      - Nalees Flying Flag 1975
        - Far Flying 1980
          - Garimpeiro 1987
            - *ジェリ 1992 牡（オークローンH）

          - Fleet Marguerite 1991
            - Fast Fleet 2006
              - Santa Ana Lane 2012 騸（ストラドブロークH、グッドウッドS、インヴィテーションS）

        - Lettys Pennant 1982
          - Pennant Fever 1989
            - Raging Fever 1998（フリゼットS、メイトロンS、オグデンフィップスH）

        - Sacahuista 1984（BCディスタフ、スピンスターS、オークリーフS）
          - Balenciaga 1992
            - Santiago Blue 1997
              - Santiaga 2002
                - *スウィーティーガール 2012
                  - サトノシャイニング 2022 牡（きさらぎ賞）

          - Ekraar 1997 牡（伊ジョッキークラブ大賞）

    - Belle Foulee 1964
      - Goosie 1969
        - Goosie-Gantlet 1974
          - Miss Puddleduck 1981
            - Paglietta Gener 1986
              - Hambye 1994
                - *マルバイユ 2000（アスタルテ賞）
                  - ジターナ 2006
                    - ビクトリアスマイル 2016
                      - ニシノエージェント 2022 牡 (京成杯)

                  - マルセリーナ 2008（桜花賞、マーメイドS）
                    - ラストドラフト 2016 牡（京成杯）
                    - ヒートオンビート 2017 牡（目黒記念）

                  - グランデッツァ 2009 牡（スプリングS、七夕賞、札幌2歳S）

    - Shuvee 1966（ニューヨーク牝馬三冠ほか）
    - Sister Shu 1969
      - Shufleu 1974
        - Shujinsky 1980
          - Wandering Lace 1984
            - Drina 1988
              - Spain 1997（BCディスタフ、ラブレアS）

            - Wandering Pine 1997 
              - Toirneach 2005
                - Pleascach 2012（愛1000ギニー、ヨークシャーオークス）

      - Lulu Mon Amour 1980
        - Danlu 1985
          - Strategic Choice 1991 牡（愛セントレジャー、ミラノ大賞典）

        - Arbusha 1989
          - Bush Cat 2000 
            - Addeybb 2014 騸（英チャンピオンSなどGI4勝）

  - Bayou 1954 （ガゼルHほか）---↓バイユー牝系
    - Batteur 1960
      - Flail 1968
        - Anifa 1976（ターフクラシックS）

      - *デプス 1970
        - *デプグリーフ 1974 ---→デプグリーフ牝系へ

      - Swamp Nurse 1972
        - *プケコ 1982
          - ヌーベルマリエ 1990
            - ロイヤルアタック 2001
              - ブラックムーン 2012 牡（京都金杯）

    - Alluvial 1969
      - Coastal 1976 牡（ベルモントS、モンマス招待H）
      - Slew o'Gold 1980 牡（ジョッキークラブゴールドCなどGI7勝）
      - Northabout 1984
        - Reach 1997
          - Reachfortheheavens 2005
            - Real Solution 2009 牡（アーリントンミリオンS、マンハッタンS）

      - Dokki 1986
        - Sleep Easy 1992
          - Sound Asleep 1999
            - Slumber 2008 牡（マンハッタンS）

        - Aptitude 1997 牡（ハリウッドゴールドC、ジョッキークラブゴールドC）

    - Bayou Blue 1971
      - Harbor Flag 1978 
        - Vue 1989
          - War Pass 2005 牡（BCジュヴェナイル、米シャンペンS）

    - *スルー 1972
      - Youthful Lady 1978
        - Young Flyer 1984
          - River Flyer 1991 牡（ハリウッドダービー）

      - *スルーズエクセラー 1982（フラワーボウルH）
      - スルーオダイナ 1984 牡（ダイヤモンドS、ステイヤーズS）

    - Pampas Miss 1974
      - Samalex 1982
        - *シジェームサン 1992
          - ボールドブライアン 1999（東京新聞杯）
          - メイクヒストリー 2001
            - ティリアンパープル 2010（新潟ジャンプS）

          - ミルフィアタッチ 2006
            - ウシュバテソーロ 2017（東京大賞典2回、ドバイワールドC、川崎記念、日本テレビ盃）

## 血統表
| アフェクションの血統             | アフェクションの血統                                                                               | アフェクションの血統                                                                               | （血統表の出典）                                                                                   | （血統表の出典） |
| 父 Isidor イギリス 栗毛 1894     | 父の父Amphion イギリス 栗毛 1886                                                                   | Rosebery                                                                                           | Speculum                                                                                           | Speculum         |
| 父 Isidor イギリス 栗毛 1894     | 父の父Amphion イギリス 栗毛 1886                                                                   | Rosebery                                                                                           | Ladylike                                                                                           |                  |
| 父 Isidor イギリス 栗毛 1894     | 父の父Amphion イギリス 栗毛 1886                                                                   | Suicide                                                                                            | Hermit                                                                                             | Hermit           |
| 父 Isidor イギリス 栗毛 1894     | 父の父Amphion イギリス 栗毛 1886                                                                   | Suicide                                                                                            | The Ratcatcher's Daughter                                                                          |                  |
| 父 Isidor イギリス 栗毛 1894     | 父の母Isis イギリス 栗毛 1887                                                                      | Bend Or                                                                                            | Doncaster                                                                                          | Doncaster        |
| 父 Isidor イギリス 栗毛 1894     | 父の母Isis イギリス 栗毛 1887                                                                      | Bend Or                                                                                            | Rouge Rose                                                                                         |                  |
| 父 Isidor イギリス 栗毛 1894     | 父の母Isis イギリス 栗毛 1887                                                                      | Shotover                                                                                           | Hermit                                                                                             | Hermit           |
| 父 Isidor イギリス 栗毛 1894     | 父の母Isis イギリス 栗毛 1887                                                                      | Shotover                                                                                           | Stray Shot                                                                                         |                  |
| 母 One I Love イギリス 鹿毛 1893 | 母の父Minting イギリス 鹿毛 1883                                                                   | Lord Lyon                                                                                          | Stockwell                                                                                          | Stockwell        |
| 母 One I Love イギリス 鹿毛 1893 | 母の父Minting イギリス 鹿毛 1883                                                                   | Lord Lyon                                                                                          | Paradigm                                                                                           |                  |
| 母 One I Love イギリス 鹿毛 1893 | 母の父Minting イギリス 鹿毛 1883                                                                   | Mint Sauce                                                                                         | Young Melbourne                                                                                    | Young Melbourne  |
| 母 One I Love イギリス 鹿毛 1893 | 母の父Minting イギリス 鹿毛 1883                                                                   | Mint Sauce                                                                                         | Sycee                                                                                              |                  |
| 母 One I Love イギリス 鹿毛 1893 | 母の母The Apple イギリス 鹿毛 1886                                                                 | Hermit                                                                                             | Newminster                                                                                         | Newminster       |
| 母 One I Love イギリス 鹿毛 1893 | 母の母The Apple イギリス 鹿毛 1886                                                                 | Hermit                                                                                             | Seclusion                                                                                          |                  |
| 母 One I Love イギリス 鹿毛 1893 | 母の母The Apple イギリス 鹿毛 1886                                                                 | Black Star                                                                                         | Forerunner                                                                                         | Forerunner       |
| 母 One I Love イギリス 鹿毛 1893 | 母の母The Apple イギリス 鹿毛 1886                                                                 | Black Star                                                                                         | Toxophilite Mare                                                                                   |                  |
| 母系(F-No.)                      | (FN:9-f)                                                                                           | (FN:9-f)                                                                                           | (FN:9-f)                                                                                           | [ § 2 ]          |
| 5代内の近親交配                  | Hermit 3x4x4、Stockwell 4x5、Newminster 4x5x5x5、Seclusion 5x5x4、Ellen Horne 5x5、Toxophilite 5x5 | Hermit 3x4x4、Stockwell 4x5、Newminster 4x5x5x5、Seclusion 5x5x4、Ellen Horne 5x5、Toxophilite 5x5 | Hermit 3x4x4、Stockwell 4x5、Newminster 4x5x5x5、Seclusion 5x5x4、Ellen Horne 5x5、Toxophilite 5x5 | [ § 3 ]          |
| 出典                             | 1. 2. 3.                                                                                           | 1. 2. 3.                                                                                           | 1. 2. 3.                                                                                           | 1. 2. 3.         |